# マルクス・フォイルナー
マルクス・フォイルナー（Markus Feulner、1982年2月12日 - ）は、ドイツ・バイエルン州シェスリッツ出身の元サッカー選手。現役時代のポジションはミッドフィールダー。

## 経歴
1992年に1.FCアイントラハト・バンベルクのユースチームに加入し、1997年からはバイエルン・ミュンヘンのユースでプレーした。しかしトップチームでポジションを掴むことができず、2004年に1.FCケルンへ移籍。しかし、怪我などもあり2年半でリーグ戦38試合に出場するにとどまり、トップチームとリザーブチームを行き来した。
2006年、1.FSVマインツ05へと移籍。マインツでは移籍初シーズンに16位となりツヴァイテリーガに降格してしまったが、同クラブ最終シーズンである2008-09シーズンに2位となり再び昇格。バイエル・レバークーゼン戦などで高いパフォーマンスを見せた。2009年3月、マインツ時代に指導を受けたユルゲン・クロップが指揮を執るボルシア・ドルトムントと3年契約を結んだことが発表され、7月1日にフリートランスファーで移籍した。2011年、1.FCニュルンベルクへ移籍。ニュルンベルク移籍後は2012年のバイエルン・ミュンヘンとのバイエルン州ダービーでミドルシュートを決め引き分けに持ち込むなど、要所でベテランらしい活躍を見せた。
2014年、FCアウクスブルクに移籍した。

## タイトル
- ブンデスリーガ：2002-03, 2010-11
- DFBポカール：2002-03